# María Lorena Ramírez
María Lorena Ramírez Hernández (Guachochi, Chihuahua, 1 de enero de 1995) es una corredora de fondo y ultramaratón mexicana perteneciente a la etnia tarahumara o rarámuri. Se hizo conocida mundialmente tras haber ganado en 2017, la UltraTrail Cerro Rojo, una carrera de ultrafondo de 50 kilómetros, en un tiempo de 07:20,00 y por haberlo hecho además con huaraches, sin calzado ni equipamiento deportivos. A pesar de ser una atleta de alto rendimiento, no recibe apoyos deportivos gubernamentales. Su ejemplo influye en niños rarámuris para desarrollarse como corredores en las alturas de la sierra en Chihuahua.

## Trayectoria
María Lorena Ramírez Hernández nació y ha residido habitualmente en la localidad Ciénaga de Noragachi, en el municipio de Guachochi, y a la fecha de este artículo vive con su hermano en Rejocochi. Cuida el ganado de su familia y también se dedica a la práctica del deporte, y pertenece a una comunidad indígena mexicana conocida históricamente por su resistencia y por sus especiales dotes para correr a larga distancia; de hecho, el término rarámuri significa pies ligeros.
Su hermano, su padre y su abuelo también han sido corredores y su hermano José Mario Ramírez, está participando, a la fecha de este artículo, en las mismas carreras que ella, también tiene una hermana María Juna Ramírez Hernández. María Lorena incluso participa en carreras a mayores distancias (100 km), y ha quedado entre las primeras, en alguna de ellas.
Su primera carrera fuera de su país (el CajaMar Tenerife Bluetrail) la corrió en África, exactamente el 10 de junio del 2017, en la isla canaria de Tenerife (Islas Canarias), a donde había sido invitada directamente por la organización. Sin embargo, en esta prueba tuvo que retirarse por un fuerte dolor de rodilla cuando ya había completado más de la mitad de los casi 100 km de recorrido. En 2018, Lorena volvió a participar en la Tenerife Bluetrail, finalizó en el tercer lugar de la categoría Sénior, Esta hazaña le costó el reconocimiento internacional como "la Rarámuri que conquistó Tenerife", sorprendió al mundo participando en una competencia de 102 kilómetros en la isla española.
Fue la quinta mejor mujer y ocupó el lugar 110 en Overall, en el ultramaratón.
Siempre que le es posible, prefiere correr con sandalias y con la ropa tradicional de su comunidad e incluso ha rechazado las ofertas comerciales de importantes marcas para que vista o calce su material deportivo.
"A lo largo de su trayectoria, Lorena ha logrado colocarse en los primeros lugares de las carreras más famosas de las Barrancas del Cobre, un sistema de montañas que es parte de la Sierra Madre Occidental, superando a corredoras que contaban con más facilidades de entrenamiento y algunas de las cuales incluso eran patrocinadas por marcas comerciales".
Después sus proeza, hay personas y organizaciones dispuestas a apoyar económicamente a Lorena Ramírez en su prometedora carrera como atleta profesional, el deporte nacional tiene una nueva figura, apenas tiene 24 años, por lo que le espera una larga carrera de triunfos y récords.
Es la portada de la revista Vogue, México en octubre de 2019, edición de aniversario, cabe decir que la revista es especializada en entrevistar celebridades.
Lorena Ramírez no utiliza tenis, ropa deportiva, ni gadgets para correr, pero ha ganado cinco veces un ultramaratón de 100 km.

## Palmarés
| Año  | Competición                   | Lugar                    | Puesto | Prueba | Tiempo   |
| ---- | ----------------------------- | ------------------------ | ------ | ------ | -------- |
| 2016 | Ultramaratón Caballo Blanco   | Chihuahua                | 2°     | 100 km |          |
| 2017 | UltraTrail Cerro Rojo         | Tlatlauquitepec          | 1°     | 50 km  | 7:20,00  |
| 2017 | Ultra Maratón de los Cañones  | Guachochi, Chihuahua     | 1°     | 100 km | 12:44:22 |
| 2018 | Ultra Maratón de los Cañones  | Guachochi, Chihuahua     | 2°     | 100 km | 13:26:14 |
| 2023 | Sierra del Laurel Ultra Trail | Calvillo, Aguascalientes | 1°     | 42 km  | 5:58:17  |